# Svinø (Køng Sogn)
 For alternative betydninger, se Svinø. (Se også artikler, som begynder med Svinø)
Svinø er en landsby beliggende i syd for Dybsø Fjord i Køng Sogn (Vordingborg Kommune) på det sydøstlige Sjælland, sammen med sommerhusområdet Svinø Strand.
|  | Denne artikel om lokaliteten Svinø (Køng Sogn) kan blive bedre, hvis der indsættes et (bedre) billede. Du kan hjælpe ved at afsøge Wikimedia Commons for et passende billede eller lægge et op på Wikimedia Commons med en af de tilladte licenser og indsætte det i artiklen. |

55°6′29.83″N 11°45′3.89″Ø / 55.1082861°N 11.7510806°Ø